# Parafia św. Maksymiliana Kolbego w Pionkach
Parafia św. Maksymiliana Kolbego w Pionkach – rzymskokatolicka parafia znajdująca się w dekanacie pionkowskim diecezji radomskiej.

## Historia
Kościół św. Maksymiliana Kolbego został zbudowany według projektu arch. Zygmunta Koczonia z Radomia w latach 1985–1988, staraniem ks. Wacława Krzysztofika. Samodzielne duszpasterstwo zaczęto tu sprawować od 1985. Wtedy, 1 maja, kościół poświęcił bp Stanisław Sygnet. Parafia została erygowana 1 maja 1988 przez bp. Edwarda Materskiego z wydzielonego terenu parafii pw. św. Barbary w Pionkach. Kościół jest zbudowany z czerwonej cegły.

## Proboszczowie
- 1988–1989 – ks. Wacław Krzysztofik
- 1989–1996 – ks. Adam Kuc
- 1996–2006 – ks. kan. Bogdan Przysucha
- 2006–2014 – ks. kan. Stanisław Celej
- od 2014 – ks. Wojciech Tyburcy

## Zasięg parafii
- Ulice w Pionkach: Akacjowa, Daleka, Graniczna, Hubala, Jasna, Jesionowa, J. Kochanowskiego, T. Kościuszki, Klonowa, Krótka, Łąkowa, Moniuszki, Piaskowa, Piłsudskiego, Podmiejska, Polna, Prusa, Sikorskiego, ks. P. Ściegiennego, Wspólna, Zwoleńska.
- Miejscowości: Działki Januszewskie, Działki Suskowolskie (część), Kamyk, Laski (do nr 43), Zalesie[1].